# Година Землі

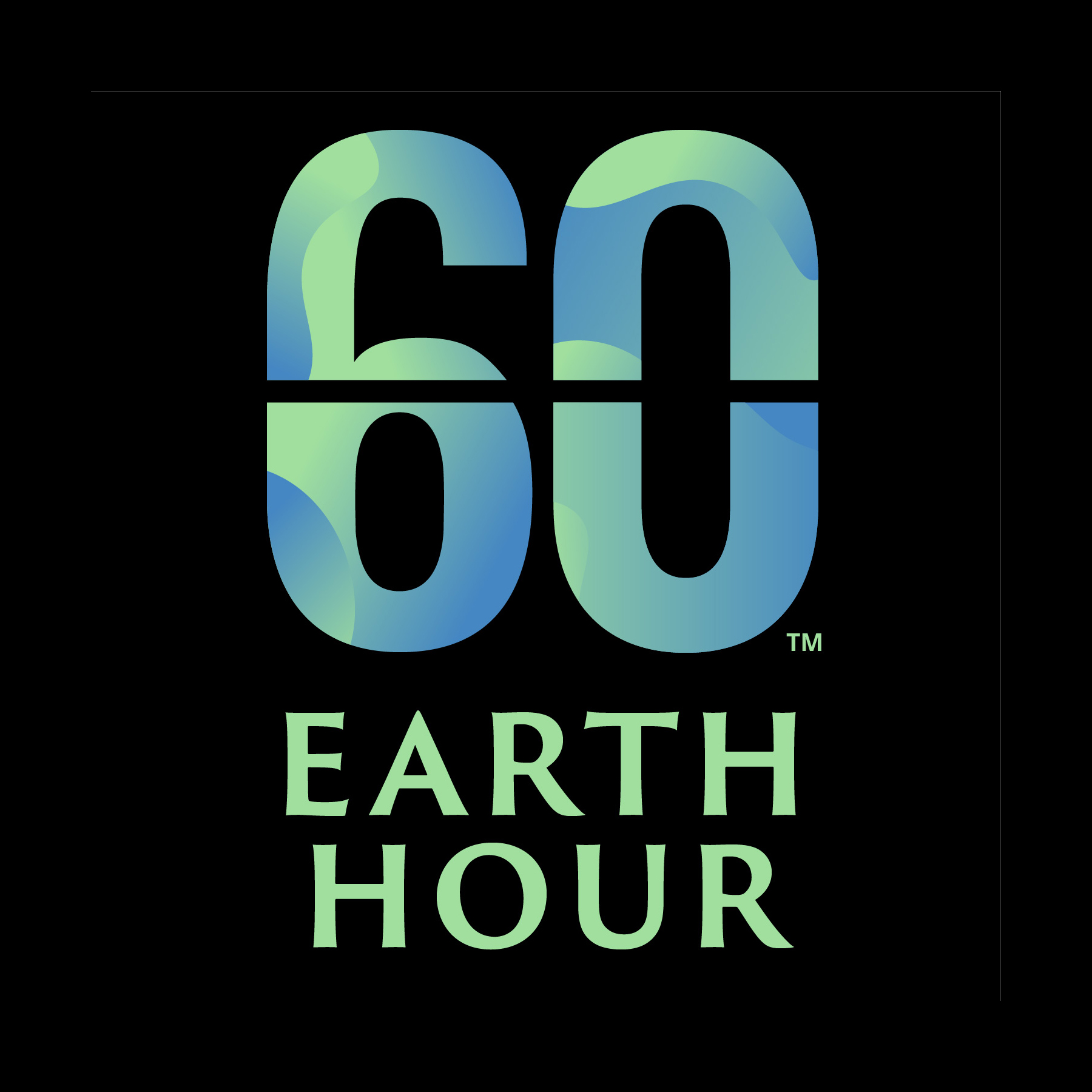
Логотип Години Землі

Година Землі (англ. Earth Hour) — щорічна міжнародна подія, започаткована WWF (World Wide Fund for Nature, Всесвітнім фондом природи), котра проводиться останньої або передостанньої суботи березня, і закликає людей, організації та комерційні установи вимкнути необов'язкове світло та електричні пристрої на одну годину, щоб привернути увагу до екологічних проблем Планети. Вперше подія була організована Всесвітнім фондом природи Австралії та виданням The Sydney Morning Herald у 2007 році, та отримала світову підтримку у 2008.
У 2019 році захід відбудеться 30 березня із 20:30 до 21:30.
У 2023 році Укренерго закликало українців не брати участі в акції "Година землі" через можливу шкоду енергосистемі країни.
У 2024 році година Землі в Україні буде відбуватися о 20:30 - 21:30 23 березня.

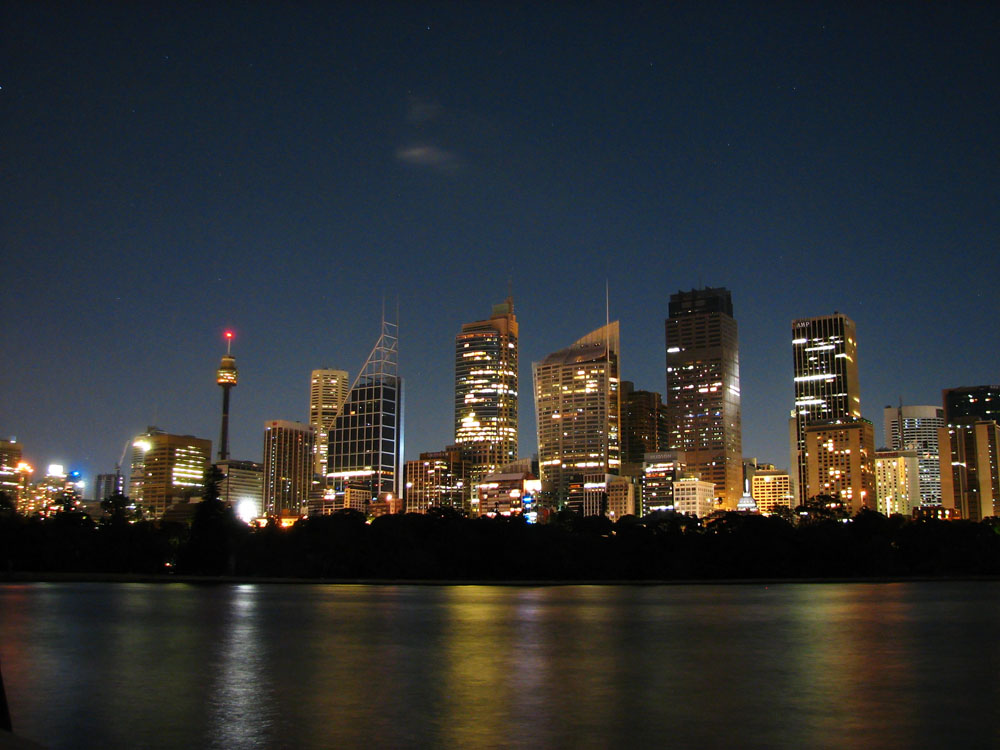
«Година Землі» в Сіднеї 2007

## Година Землі 2007
Акція була проведена в австралійському місті Сідней 31 березня 2007 року. 2,2 мільйонів мешканців Сіднея та 2 100 компаній одночасно вимкнули світло на одну годину. В результаті чого енерговитрати міста зменшилися на 10,2 % в годину — це еквівалентно тому, ніби на дорогах стало б на 48 000 машин менше. Цей простий вчинок надихнув безліч людей у всьому світі на боротьбу з глобальною зміною клімату.

## Година Землі 2008

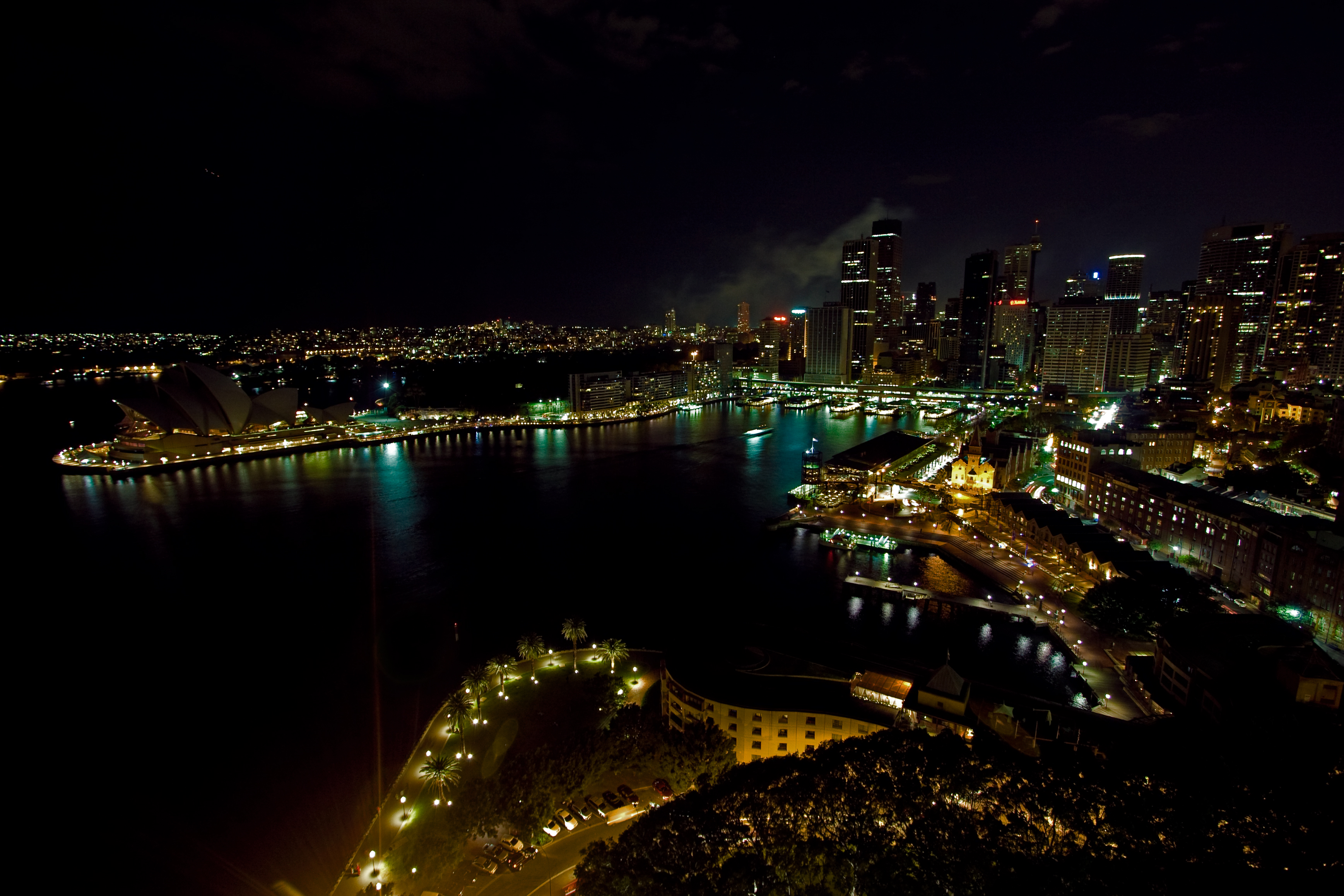
Вигляд Сіднея під час «Години Землі» 2008

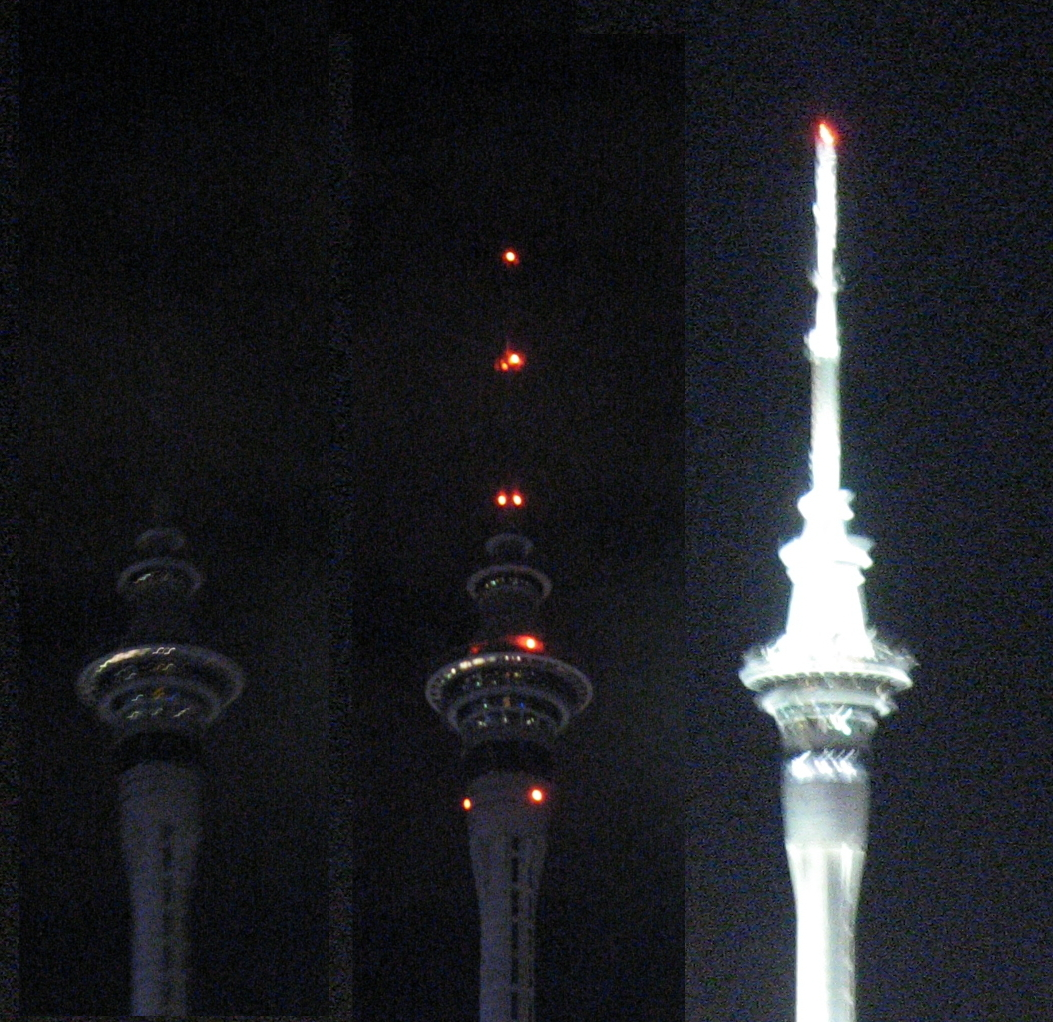
Телекомунікаційна вежа Скай Тауер в Окленді, Нова Зеландія під час «Години Землі» 2008

Зважаючи на те, що Годину Землі підтримали 35 провідних міст всього світу а також понад 400 інших міст, Година Землі 2008 була успішною, і відзначалася на всіх 7 континентах. Визначні пам'ятки усього світу вимкнули необов'язкове освітлення із нагоди Години Землі, серед них Empire State Building (Нью-Йорк), Sears Tower (Чикаго), Golden Gate Bridge (Сан-Франциско), Bank of America Plaza (Атланта), Sydney Opera House (Сідней, Австралія), Ват Арун (Бангкок, Таїланд), Колізей (Рим, Італія), Королівський палац (Стокгольм, Швеція), Лондонський City Hall (Англія), Space Needle (Сієтл), CN Tower (Торонто, Канада).
Офіційний вебсайт події, earthhour.org [Архівовано 3 квітня 2008 у Wayback Machine.], отримав понад 6.7 мільйонів унікальних відвідувачів у тиждень, котрий залишався до проведення події. Інші вебсайти також взяли участь, зокрема домашня сторінка пошуковика Google «потемніла» у день, коли відбувалася Година Землі.
Відповідно до онлайн-опитування Zogby International [Архівовано 30 липня 2008 у Wayback Machine.] 36 мільйонів людей взяли участь у Годині Землі 2008, і приблизно 50 займалися тим самим у всьому світі. Опитування також показало 4-відсотковий зріст зацікавлення питаннями навколишнього середовища та зміни клімату одразу по закінченні події.
Усього в акції взяли участь більше 50 мільйонів чоловік в більш, ніж 370 містах 35 країн світу.

## Година Землі 2009

Сторінка Google у день «Години Землі»

Міста України разом з усім світом підтримають глобальний заклик до рішучих дій у боротьбі зі зміною клімату. 28 березня 2009 о 20:30 Київ, Одеса та Рівне, як і близько 700 міст світу відключать світло на одну годину. Година Землі, — символічний акт всесвітньої єдності перед обличчям однієї з найважливіших проблем сучасності — глобального потепління.
"Дуже важливо, щоб Київ взяв участь у Годині Землі 2009 і виступив символом приєднання України до акції і до світової спільноти. Крім того, вся увага українців зосереджена на столиці, яка своїм прикладом може залучити інші міста країни до всесвітньої акції ", — прокоментував Андреас Бекмен, зам. директора Дунай-Карпатської програми WWF.
«Мешканці Києва виявилися найактивнішими інтернет користувачами і становлять більше половини відвідувачів вебсайту Години Землі. Створюються блоги, розміщуються банери, інформація про найбільшу добровільну акцію передається з всесвітньої мережі від людини до людини, чого ми і хотіли домогтися», — заявив координатор акції Година Землі в Україні Андрій Білоконь.
Кількість країн-учасниць акції досягла 88, міст — більше 1,4 тисяч. Україна в цьому році офіційно приєдналася до ініціативи «Година Землі».

## Година Землі 2010

Вогні оранжереї ботанічного саду в Куритибі, Бразилія 2010

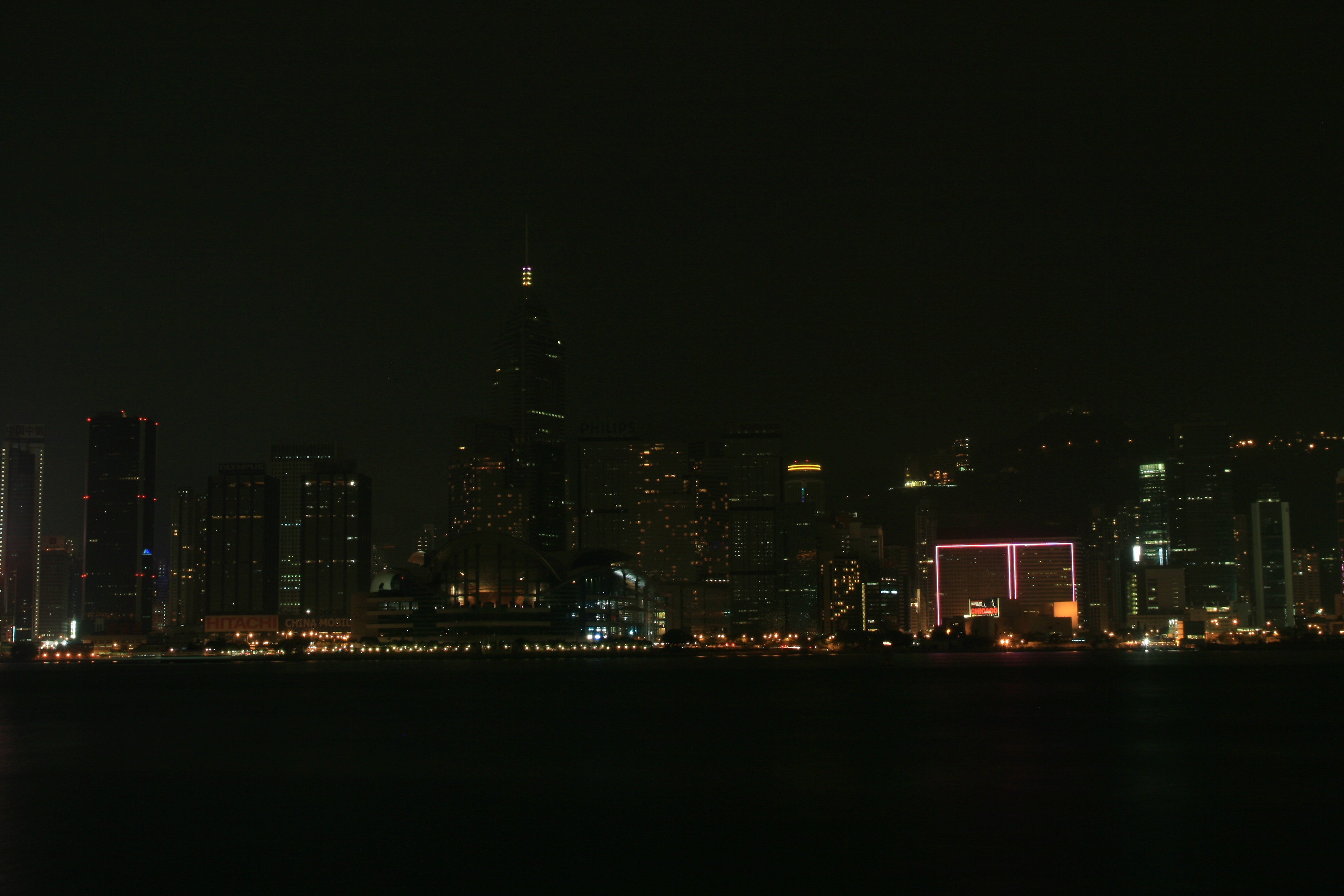
«Година Землі» у Гонконзі 2010

Екологічна акція «Година Землі» 27 березня 2010 року стала наймасштабнішою за всю історію свого існування., в ній взяли участь близько мільярда чоловік по всьому світу зі 120 країн, з них близько мільйона — українці.
На знак солідарності було відключено підсвічування великих пірамід в Єгипті, Ейфелевій вежі в Парижі, Забороненого міста в Китаї, Ермітажу в Санкт-Петербурзі, будівлі МДУ в Москві. В пітьму занурився Мангеттен і знаменитий собор Барселони «Саграда Фамійя», творіння архітектора Гауді.

## Година Землі 2011
Україна 2011 року приєднується до акції вже третій рік поспіль, щоб привернути увагу до проблем зміни клімату та марнотратного споживання природних ресурсів. Цього року десятки відомих українців агітують українців приєднатися до акції «Година Землі-2011».
Брали учать в акції — найвищий хмарочос у світі — «Бурдж Халіфа» (Дубай, ОАЕ), а також десятки інших відомих світових будівель: Таймс-Сквер (Нью-Йорк, США), статуя Христа Спасителя (Ріо-де-Жанейро, Бразилія), найбільше колесо огляду у світі «Лондонське око» (Лондон, Велика Британія), Ейфелева вежа (Париж, Франція), монумент «Брама Індії» (Делі, Індія).

## Година Землі 2012
Акція «Година Землі» 2012 року стане вже шостою за ліком, в Україні її підтримує Міністерство екології та природних ресурсів України та Державне агентство з енергоефективності та енергозбереження України. Цього року до заходу долучилося чимало українських міст:
- Київ — обіцяють заощадити на підсвітці Хрещатика, головної дзвіниці Києво-Печерської лаври, собору святої Софії, Арки Дружби Народів, Михайлівського собору тощо;
- Одеса — планує вимкнути підсвітку центральних вулиць міста, у тому числі Приморського бульвару, Дерибасівської та Міського саду.

Також на цей час плануються культурні заходи:
- у Києво-Печерській лаврі відбудеться годинний концерт за участю дитячого хору;
- в Одесі планується музичний концерт і файер-шоу;
- у Полтаві — запуск «небесних ліхтариків».

## Година Землі 2013
У 2013 році акція «Година Землі» відбулась на тиждень раніше: не в останню суботу березня (30 числа), а в передостанню (23 березня). Це пов'язано з тим, що багато країн в ніч з 30 на 31 березня перевели годинник на літній час, а також на 30 березня 2013 року випала Велика Субота (Західне християнство).
Акція проходила під девізом «Твій хід — мій хід: Кинь виклик світу, щоб врятувати Планету!».
В рамках акції у 2013 році було відключено освітлення монумента Батьківщина-Мати.

## Година Землі 2015
Година Землі в світі знову повернулася до первісної теми «Зміна клімату». Основний заклик всесвітньої кампанії цього року: «Change climate change» («Зміни зміну клімату»). Цього року кампанія обіцяє бути ще більш масштабнішою — вже підтвердили участь 172 країни та території по всьому світі.

## Година Землі 2016
У 2016 році Година Землі в Україні запустила Естафету добрих справ — інтернет флешмоб, який підтримали десятки відомих українців (Єгор Крутоголов, Андрій Куликов, Василь Вірастюк, Ігор Кондратюк, Марина Поплавська, Микита Добринін, Тетяна Бобрикова, Світлана Павелецька, Дмитро Шуров та ін.). Вони протягом місяця викладають свої відео на сторінки Години Землі в соцмережах із хештеґом #estafeta_dobra [джерело?].

## Година Землі 2017
У 2017 році Година Землі пройшла 25 березня в 20:30 за місцевим часом. Акція цього року стала рекордною за кількістю учасників — до неї приєдналися більше 184 країн світу (на 6 більше, ніж у 2016 році).
У 2017 році кампанія в Україні пройшла під девізом «Вмикай свою силу!» — так організатори вирішили підкреслити, що кожна людина має можливість поліпшити світ, допомогти природі своїми щоденними діями. До ініціативи приєдналися 50 українських міст, а «без світла» лишаться такі відомі пам'ятки по всій Україні як Луцький замок, Обласний музично-драматичний театр ім. М. Куліша у Херсоні, телевежа на Високому замку у Львові, Свято-Благовіщенський собор у Харкові, Приморський бульвар в Одесі, найвища будівля Києва — ТРЦ Gulliver, та багато інших [джерело?].

## Година Землі 2018
У 2018 році Година Землі пройшла 24 березня із 20:30 до 21:30.

## Критика
- Інженер-геолог Костянтин Ранкс стверджує, що акція «Година Землі» не має сенсу як захід із зниження споживання електроенергії, оскільки турбіни на електростанціях не можуть зупинитися за такий маленький проміжок часу:

Многие акции защитников природы вообще не учитывают физических законов. К примеру, знаменитый «Час Земли», когда нас призывают во имя защиты окружающей среды взять и выключить все электроприборы. Выглядит очень красиво. Но только на словах. <…> Нельзя на столь короткое время уменьшить выработку электроэнергии. Она все равно будет вырабатываться. Турбины не остановить за час. Накопить электроэнергию тоже негде. В итоге, углекислый газ в атмосферу будет так или иначе выброшен, но просто без всякой пользы.
- Джеремі Кларксон, колишній ведучий автомобільної програми BBC Top Gear, заявив, що він увімкне всі електричні прилади в своєму будинку через протест проти нікчемного ефекту заходу на зміну клімату.[11]